# Morton Feldman
Morton Feldman (født 12. januar 1926 i New York City, død 3. september 1987 i Amerika) var en amerikansk komponist. 
I 1950 mødte han John Cage, der fik afgørende indflydelse på hans musikalske skaben ved at opmuntre ham til at eksperimentere og have tillid til egne ideer. Dette førte til eksperimenter med utraditionelle notationsformer, og han var sandsynligvis den første komponist, der benyttede grafisk notation. Nogle af hans værker varer over halvanden time, men den fem timer lange strygekvartet er den længste.